# Цитадельна вулиця (Київ)
Цитаде́льна ву́лиця — вулиця в Печерському районі міста Києва, місцевість Печерськ. Пролягає від Лаврської вулиці до вулиці Князів Острозьких.
Прилучається Лейпцизька вулиця.

## Історія
Вулиця виникла вздовж давнього незабудованого шляху між Лаврою та слобідкою Васильківські рогатки, прокладена була, ймовірно, ще на початку XVIII століття в процесі будівництва першого Арсеналу та знесення Вознесенського монастиря. З початку XX століття вулиця мала назву Цитадель І або Цитадельна. З 1940 року — вулиця Червоних зв'язківців. Сучасну назву відновлено 1944 року. 1919 року частину вулиці приєднано до теперішньої Лаврської вулиці. 

## Забудова
З огляду на те, що вулиця здавна проходила поміж валів та укріплень фортеці, тут дотепер збереглися 2 старовинні споруди:
- рештки Васильківської равелінної брами (1755), у дворі будинку № 5/9;
- колишні казарми військово-сирітського відділення (1812–1814; перебудовані), № 3. Від 1910 року у казармах розташовувалася 3-я авіаційна рота, згодом розгорнута у 3-й авіаційний парк. У 1912—1914 роках у цій роті служив російський пілот, перший виконавець «петлі Нестерова» та повітряного тарану Петро Нестеров[5].

Парний бік вулиці на початку займає бічна сторона Арсеналу.

## Транспорт
Вулиця займає проміжне становище. Поруч Києво-Печерська лавра. З іншого боку можна пройти до Печерської площі.

## Установи
- КНП «Центр первинної медико-санітарної допомоги» Печерського району;
- Відділення поштового зв'язку № 15;
- Відділ з питань надзвичайних ситуацій та управління праці і соціального захисту населення Печерської РДА у місті Києві;
- Благодійний фонд «Печерський Фонд Милосердя».

Неподалік знаходиться ліцей «Лідер» та Національний культурно-мистецький і музейний комплекс Мистецький арсенал.

## Відомі мешканці
В будинку № 7, квартира 59 — мешкав український історик Петро Костриба.

## Зображення

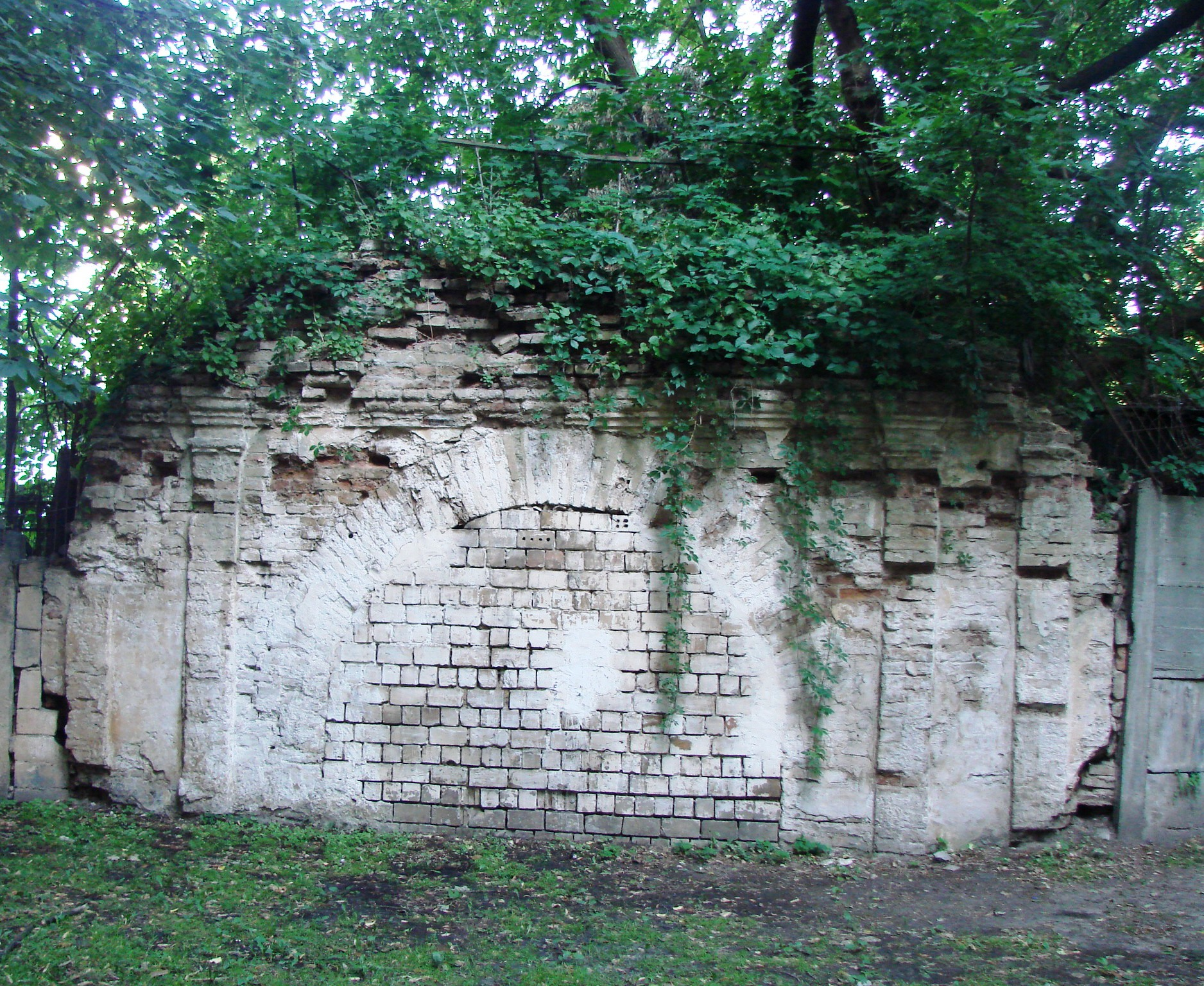
Васильківська равелінна брама старої Києво-Печерської фортеці (цитаделі), Київ, Цитадельна вул., 3
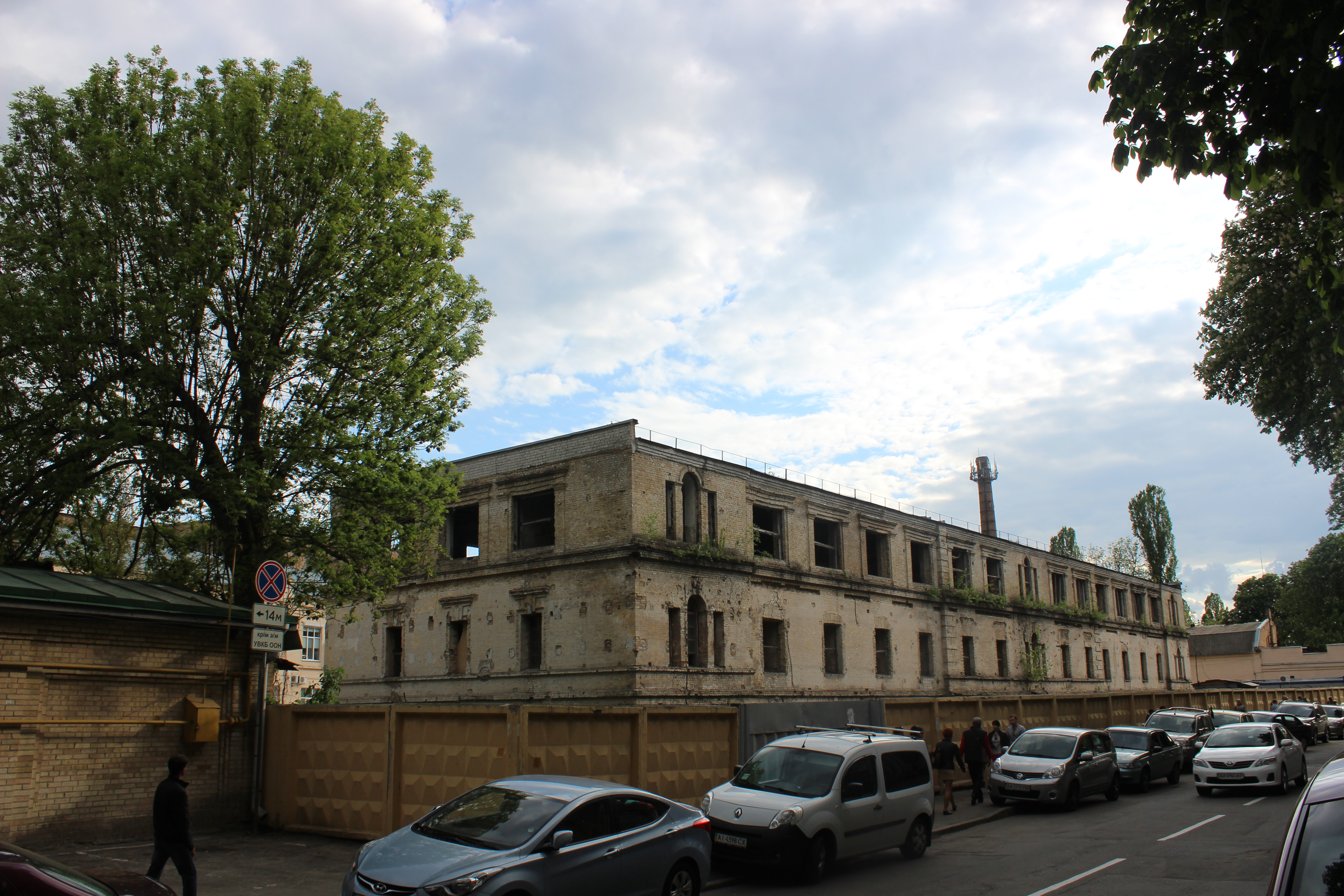
Колишні казарми військово-сирітського відділення (Київська фортеця (цитадель), Київ, Цитадельна вул., 3)